# Con Man
Con Man je americký dokumentární film z roku 2003. Jeho režisérem byl Jesse Moss a pojednává o podvodníkovi Jamesi Hogueovi. Hogue byl Mossův spolužák během studií na střední škole. Film začíná Hogueovým zatčením na půdě Princetonské univerzity a vedle různých spolužáků a spoluvězňů zde mluví také sám Hogue. Autorem hudby k filmu je Jack Livesey a některé části složil John Cale.